# Шенгенська інформаційна система
Шенгенська Інформаційна Система (англ. Schengen Information System, SIS) — урядова база даних Європейського Союзу; використовується європейськими країнами для зберігання і обміну інформації про осіб та предмети, що перетинають кордон з метою дотримання національної безпеки, прикордонного контролю та правоохоронних цілей.
Шенгенська Угода та Шенгенська Конвенція про виконання Угоди дає змогу на створення такого простору (зони), що забезпечує вільне пересування осіб, де на кордонах між державами-членами припиняється перевірка, а у випадку вступу на територію шенгенської зони, на всіх пунктах перетину зовнішніх кордонів контроль та перевірка відбувається за ідентичними правилами.
Однак, з причини можливих проблем безпеки, що виникатимуть через скасування внутрішніх кордонів, необхідними є „вирівнювальні” заходи. В рамках цих заходів перевірка на зовнішніх кордонах проводиться за єдиними правилами, на території шенгенського простору органи охорони порядка окремих держав-членів можуть проводити т. з. „глибинну перевірку”, під час якої можуть перевіряти громадян держав-членів та громадян третіх країн. Проведення цих заходів стає можливим за допомогою Шенгенської Інформаційної Системи, що виникла з даних, повідомлених державами-членами шенгенського простору, та яка призначена для обміну даними між згаданими державами.
У 1995 році співпрацю в рамках Шенгенської Інформаційної Системи розпочали Франція, Німеччина, Бельгія, Голландія та Люксембург, наразі – Норвегія та Ісландія, що не є державами-членами, включно – Система містить п’ятнадцять країн. У грудні 2007 року шенгенська зона розширилась до 24 членів. До попередніх держав – за винятком Кіпру – приєднались держави, що у 2004 році стали членами Європейського Союзу.

## База даних Шенгенської Інформаційної Системи
Містить такі дані:
1. попереджувальні сигнали встановлення заборони на в’їзд та перебування стосовно громадян третіх країн, тобто громадян держав, які не є членами шенгенського простору,
2. попереджувальні сигнали стосовно осіб, які підлягають арешту та передачі або видачі на підставі європейського наказу щодо затримання,
3. попереджувальні сигнали відносно зниклих осіб,
4. попереджувальні сигнали стосовно осіб, які перебувають у судовому розшуку (осіб, які викликані судом під час провадження кримінальної справи; осіб, яких закликано відбути покарання, свідків),
5. попереджувальні сигнали, подані з метою прихованого спостереження або цільової перевірки відносно осіб та предметів,
6. попереджувальні сигнали, що стосуються предметів, що підлягають арешту, або таких, що підлягають використанню як доказ під час провадження кримінальної справи.

Шенгенська Інформаційна Система забезпечує доступ до попереджувальних сигналів, занесених стосовно осіб, предметів та технічних транспортних засобів – суворо пов’язаний з метою, відповідно до компетенції – визначеним правоохоронним органам, органам контролювання та перевірки кордонів, органам іноземного інспекціювання, органам видачі віз, митним органам та органам юстиції, а також Європейському Управлінню Поліції (Europol) та Європейському Підрозділу Співпраці у справах юстиції (Eurojust).
Відповідно до загальних принципів захисту даних Шенгенська Інформаційна Система визнає право осіб на те, щоб вони:
- мали доступ до даних, що містяться стосовно них у Шенгенській Інформаційній Системі,
- просили виправлення або видалення невірних даних,
- звертались до суду або компетентних органів з проханням виправити або видалити дані, або встановити компенсацію.

Наведеними вище правами, особи – яких це стосується – можуть користуватись у будь-якій державі-члені шенгенської зони. Перевірка правомірності даних, введених у Шенгенську Інформаційну Систему, визначається на підставі національного права тієї держави-члена, яка вводить наведені дані в Шенгенську Інформаційну Систему.